# Puya yakespala
Puya yakespala är en gräsväxtart som beskrevs av Alberto Castellanos. Puya yakespala ingår i släktet Puya och familjen Bromeliaceae. Inga underarter finns listade i Catalogue of Life.